# 더글러스 F. 켈리
더글러스 F. 켈리(Douglas F. Kelly, 1943년 9월 23일 - )는 신학자이며 미국 리폼드 신학교에서 조직신학을 가르쳤고 현재 명예교수이다. 그는 에딘버러 대학교 (University of Edinburgh)의 데이빗 F. 라이트 (David Wright)와 함께 칼빈 구약 주석의 개정을 위한 편집장을 하였다. 미국 기독교법학회(Christian Legal Society)의 법학 프로젝트에 참여하였다. 여러권의 저서들이 있다. 켈리 교수는 수많은 도서를 보유하고 있으며 마음이 따뜻하고 경건한 신학자이다. 미국 노스캐롤나이나 룸버르톤(Lumberton)에서 태어났다. 1968년 장로교 목사로 안수받고 1973년부터 1981년까지 사우스 캐롤라이나 딜론(Dillon)에 있는 제일 장로교회에서 목회를 하였다. 그 이후 젝슨에 있는 리폼드 신학교에서 교수를 마치고 1994년부터 샤롯 캠퍼스에서 강의하고 있다. 영국 캠브리지 출신의 캐롤라인 스윗저저(Caroline Switzer)와 1973년에 결혼하여 5명의 자녀를 두고 있다

## 교육배경
- University of North Carolina, Chapel Hill, B. A.

- University of Lyon, Diplome

- Union Theological Seminary, B. D.

- University of Edinburgh, Ph. D.

## 저서들
- Systematic Theology, Vol 1: Grounded in Holy Scripture and Understood in the Light of the Church: The God Who Is: The Holy Trinity (Mentor, 2009)

- If God Already Knows, Why Pray? (Christian Focus, 2005)

- Creation and Change: Genesis 1:1-2:4 in the Light of Changing Scientific Paradigms (Mentor, 2003)

- Preachers with Power: Four Stalwarts of the South (Banner of Truth, 1994)

- Carolina Scots: An Historical and Genealogical Study of Over 100 Years of Immigration (Seventeen Thirty Nine Publications, 1998)

- Christian Ministry Today: Studies in II Corinthians

- Emergence of Liberty in the Modern World: Five Calvinist Governments from the 16th to 18th centuries (P&R, 1992)

- An English Translation of John Calvin’s Sermons on II Samuel 1-13 (Banner of Truth, 1992)

- The Westminster Confession of Faith: An Authentic Modern Version [authored jointly with Professor Phil Rollinson and Dr. Hugh McClure] (P&R, 1986)

- A Theological Guide to Calvin’s Institutes – Chapter 4: The True and Triune God: Calvin’s Doctrine of the Holy Trinity (P&R, 2008)